# Zespół Jaccouda
Zespół Jaccouda – choroba polegająca na występowaniu łokciowego odchylenia w stawach rąk, czasami z towarzyszącym przykurczem w obrębie stawów międzypaliczkowych. W piśmiennictwie bywa także nazywany deformacją typu Jaccouda lub artropatią Jaccouda lub przewlekłą poreumatyczną artropatią. Choroba została po raz pierwszy opisana w 1869 przez Sigismonda Jaccouda.
Choroba imituje patologię w przebiegu zmian w reumatoidalnym zapaleniu stawów, w przebiegu którego dochodzi także do wystąpienia łokciowego odgięcia (ulnaryzacja) w ustawieniu w stawie nadgarstkowym. W odróżnieniu jednak od niego, zespół Jaccouda nie wywołuje bólu, ani powstania obrzęku stawów. Nie występuje także podwyższenie wskaźników stanu zapalnego, takich jak odczyn Biernackiego czy CRP. Badania radiologiczne także nie wykazują zmian.
Zespół Jaccouda występuje często po przechorowaniu gorączki reumatycznej oraz w przebiegu tocznia rumieniowatego układowego, innych zespołów chorób tkanki łącznej (zespoły nakładania) i łuszczycowego zapalenia stawów.